# Brbinj
Brbinj je naselje u istoimenoj uvali na sjeveroistočnoj obali Dugog otoka, Republici Hrvatskoj.

## Zemljopis
Brbinj je smješten na Dugom Otoku 12 km od Božave, s jedne strane mu je mjesto Savar, a s druge Dragovo. Sjeverni dio uvale zaštićen je od svih vjetrova, a vanjski je izložen buri. U uvalu mogu uploviti manje jahte. Naselje okruženo borovima i maslinicima. Svakodnevna trajektna linija Zadar-Brbinj te sezonsko pristajanje dužobalnih trajekata na liniji Rijeka-Split-Grčka i Zadar-Ancona.

## Stanovništvo
| broj stanovnika | 202   | 233   | 230   | 238   | 309   | 333   | 328   | 327   | 328   | 336   | 296   | 272   | 104   | 168   | 85    | 76    | 70    |
|                 | 1857. | 1869. | 1880. | 1890. | 1900. | 1910. | 1921. | 1931. | 1948. | 1953. | 1961. | 1971. | 1981. | 1991. | 2001. | 2011. | 2021. |

## Gospodarstvo
- Poljoprivreda
- Turizam
- Ribarstvo

## Spomenici i znamenitosti
Župna crkva sv. Kuzme i Damjana, 1195.